# Masahiko Inoha
Masahiko Inoha (伊野波 雅彦, Masahiko Inoha), né le 28 août 1985 à Miyazaki, est un footballeur international japonais évoluant au poste de milieu défensif au Vissel Kobe.

## Biographie
Il a étudié à Kagoshima et a joué pour Jitsugyo High School et pour l'Université Hannan. Il était en procès avec plusieurs clubs de J. League avant son diplôme de son école secondaire, mais il n'a pas réussi à convaincre tous ses clubs de l'y faire signer. Il a décidé de poursuivre ses études et le football à l'Université Hannan. Quand il était à l'université, il a été membre de l'équipe du Japon qui a remporté la compétition de football 23e Universiade hébergé par Izmir, Turquie[style à revoir].
Sa bonne forme dans la Ligue de Kansai de l'université a été reconnu par l'équipe du Japon U-20. L'entraîneur de l'équipe Okuma Kiyoshi qui l'intègre dans l'équipe pour la Coupe du monde de football des moins de 20 ans 2005.
Il a signé avec Football Club Tokyo après un essai réussi et il a pris un congé de l'université à laquelle il est toujours inscrit en avril 2008. Le responsable Alexandre Gallo l'a immédiatement imposé comme un membre à partir de son milieu de terrain.
Il a reçu une convocation à deux reprises en 2006 pour l'équipe nationale. Puis il a été un remplacement tardif pour les blessés Ryuji Bando pour la finale de Coupe de l'AFC 2007 asiatique, mais n'a pas joué dans la compétition.
Il a été transféré à la Ligue des champions en titre J. Kashima en 2008. Il était un membre clé de la Japon moins de 23 équipes, cependant il a omis de joindre à l'équipe U-23 de concurrencer la compétition de football de Pékin (Jeux olympiques).
Il a participé à la finale Coupe de l'AFC 2011 asiatiques et a fait ses débuts internationaux pleine le 17 janvier 2011 contre l'Arabie saoudite. Dans un match contre le Qatar, lors de la Coupe d'Asie des nations 2011, il a marqué un but à la 89e minute de la partie. Le match s'est terminé 3-2, une victoire pour le Japon.
Dans la période de transfert de l'été de 2011, il part chez les géants croates de l'Hajduk Split.